# Ministère du Développement régional et de l'Autonomie locale
Le ministère du Développement régional et de l'Autonomie locale (en serbe cyrillique : Министарство регионалног развоја и локалне самоуправе ; en serbe latin : Ministarstvo regionalnog razvoja i lokalne samouprave) est le département ministériel du gouvernement serbe chargé de la politique d'aménagement du territoire et de la décentralisation en Serbie.
Par le passé, les deux fonctions ont parfois relevé de ministères séparés ou ont été rattachées à d'autres ministères, comme le « développement régional », associé au ministère de l'Économie, ou l'« autonomie locale », associée au ministère de l'Administration publique.

## Organisation
Le ministère s'organise autour de plusieurs sections ou départements :
- Département du développement régional ;
- Département de l'autonomie locale ;
- Département des investissements dans les projets d'infrastructure ;
- Département de l'intégration européenne, de la coopération internationale et des projets ;
- Département d'analyse et de recherche stratégiques ;
- Département de la décentralisation de la république de Serbie.

### Liste des ministres
| Ministre                                                 | Photo | Parti                                       | Début de mandat  | Fin de mandat    |
| -------------------------------------------------------- | ----- | ------------------------------------------- | ---------------- | ---------------- |
| Zoran Lončar Autonomie locale +Administration publique   |       | Parti démocratique de Serbie (DSS)          | 3 mars 2004      | 15 mai 2007      |
| Milan Marković Autonomie locale +Administration publique |       | Parti démocratique (DS)                     | 15 mai 2007      | 27 juillet 2012  |
| Mlađan Dinkić Développement régional +Économie           |       | G17 Plus                                    | 15 mai 2007      | 21 février 2011  |
| Jasna Matić(intérim) Développement régional +Économie    |       | G17 Plus                                    | 21 février 2011  | 14 mars 2011     |
| Nebojša Ćirić Développement régional +Économie           |       | G17 Plus                                    | 14 mars 2011     | 27 juillet 2012  |
| Verica Kalanović                                         |       | G17 Plus puis Régions unies de Serbie (URS) | 27 juillet 2012  | 2 septembre 2013 |
| Igor Mirović                                             |       | Parti progressiste serbe (SNS)              | 2 septembre 2013 | 27 avril 2014    |
| Kori Udovički                                            |       | Indépendante                                | 27 avril 2014    | 11 août 2016     |
| Ana Brnabić                                              |       | Indépendante                                | 11 août 2016     | 29 juin 2017     |
| Branko Ružić                                             |       | Parti socialiste de Serbie (SPS)            | 29 juin 2017     | 28 octobre 2020  |
| Marija Obradović                                         |       | Parti progressiste serbe (SNS)              | 28 octobre 2020  | 26 octobre 2022  |
| Aleksandar Martinović                                    |       | Parti progressiste serbe (SNS)              | 26 octobre 2022  | 2 mai 2024       |
| Jelena Žarić Kovačević                                   |       | Parti progressiste serbe (SNS)              | 2 mai 2024       | en cours         |

## Site officiel
- (sr + en) Site officiel